# Papilio erostratus
Papilio erostratus es una especie de lepidóptero ditrisio de la familia Papilionidae que habita México, Guatemala, Belice y Costa Rica.

## Descripción
Muy parecida a Papilio pharnaces pero en el macho los puntos en la superficie superior del ala posterior son blanco amarillento. En la hembra los puntos rojos son más grandes que los de P. pharnaces; los puntos del margen de las dos alas son algo más grandes que en esa última especie. Cola larga y estrecha.

## Subespecies
- Papilio erostratus erostratus (Guatemala, Costa Rica, Belice)
- Papilio erostratus erostratinus Vázquez, 1947 – (México)
- Papilio erostratus vazquezae Beutelspacher, 1986 – (México)